# 孔奂
孔奂（514年—583年），字休文。会稽郡山阴县（今浙江省绍兴市）人，南朝梁、南朝陈大臣。孔子三十二代孫。

## 生平
孔奂曾祖孔琇之官至南齊左民尚書、吳興郡太守，祖父孔臶官至太子舍人、尚書三公郎，父亲孔稚孫官至南梁寧遠枝江公主簿、無錫令。
孔奐早孤，由叔父孔虔孫撫養。自幼好學，善寫文章，經史百家，無不通讀。南梁时州举秀才，射策高第。在梁武帝时官至扬州主簿、镇西湘东王外兵参军、尚书仪曹侍郎。侯景之乱中，被侯景部将侯子鉴俘获，朝士多卑屈，只有他傲然自若。令其掌书记，士民多被侯景拘逼掠夺，赖孔奂从中保全性命。乱平之后，王僧辩为扬州刺史，孔奂为扬州治中从事史。大乱之后，重新草创，宪章故事、仪注体式、书翰表笺，皆出于孔奂之手。梁敬帝时，陈霸先辅政，授其为司徒右长史、给事黄门侍郎。当时北齐派东方志、萧轨率军来犯，兵至后湖。敌军压境，粮运受阻。孔奂担任贞威将军、建康令，夜监备饭，以荷叶裹麦饭供军队决战，破敌获胜。
陈霸先建立陈朝，孔奐为太子中庶子，永定二年（558年）出为晋陵郡太守，在郡清白自守，俸禄分恤孤寡，郡中号称他为“神君”。陈文帝即位，征为御史中丞，天嘉二年（561年）孔奂和太子中庶子虞荔，因为国家财政紧张，启奏设立征收煮海盐的赋税和设立官府专利卖酒的机构。文帝下诏采纳了这一建议。後又为散骑常侍、中书舍人，掌诏诰。後为五兵尚书。天康元年（566年）陈文帝病危，召五兵尚书孔奂、安成王陈顼等人商议继位者问题。文帝担忧太子陈伯宗柔弱将来不能保住皇位，对陈顼说：“吾欲遵太伯故事。”即要学吴太伯以天下让贤的故事。陈顼坚决推辞。文帝又要求孔奂等“宜遵此意”。孔奂流涕回答：“陛下御膳违和，痊复非久。皇太子春秋鼎盛，圣德日跻，安成介弟之尊，足为周旦。若有废立之心，臣等愚诚，不敢闻诏。”陈文帝说：“古之遗直，复见于卿。”任命孔奂为太子詹事。
陈顼即位为陈宣帝，太建六年（574年）十二月十二日，陈朝任命度支尚书孔奂为吏部尚书。孔奂为官清正，性格梗直，敢于直谏，居官正直，选举不受请托。太建八年（576年）加侍中。当时始兴王陈叔陵在湘州，求宰相之职。孔奂说：“三公之职，本以德举，未必皇枝。”陈后主时，终官弘范宫卫尉。其子孔绍新、孔绍安、孔绍忠。有集十五卷，弹文四卷，已佚。今存诗作一首。

## 延伸阅读
[在维基数据编辑]
 《陳書·卷21》，出自姚思廉《陳書》